# Elephantomyia (Elephantomyia) banksi
Elephantomyia (Elephantomyia) banksi is een tweevleugelige uit de familie steltmuggen (Limoniidae). De soort komt voor in het Neotropisch gebied.